# Mérk
Mérk (deutsch Merken) ist eine ungarische Großgemeinde im Kreis Mátészalka im Komitat Szabolcs-Szatmár-Bereg. Etwa elf Prozent der Bewohner zählen zur Volksgruppe der Ungarndeutschen.

## Lage
Mérk liegt am Ufer der Kraszna nördlich der Gemeinde Vállaj. Die Entfernung zum Komitatssitz Nyíregyháza beträgt 62 Kilometer.

## Geschichte
Die Ortschaft wurde 1299 als Besitz eines Miklós urkundlich erwähnt und gehörte zur Sippe der Ákos. König Karl I. nahm die Ortschaft 1318 den Ákos wegen Untreue weg und gab sie in Besitz der Gutkeled. Nach 1613 kam sie in Besitz der Fürsten von Siebenbürgen, Bethlen und später Rákóczi. Nach dem Tode Franz II. Rákóczi erbte seine Tochter Júlia die Ortschaft und sie wurde Besitz der Adelsfamilie Aspremont. Alexander Károlyi kaufte Mérk 1724 den Aspremont ab und ließ hier Schwaben ansiedeln. Von da an war Mérk bis 1945 im Besitz der Adelsfamilie Károlyi. Nach dem Ersten Weltkrieg riss der Trianoner Vertrag Mérk von den anderen schwäbischen Gemeinden um Carei, das zu Rumänien kam weg. Nach dem Zweiten Weltkrieg wurden von hier 300 Schwaben wegen ihrer Abstammung zur Zwangsarbeit in die Sowjetunion verschleppt.

## Sehenswürdigkeiten
- Sankt-Peter-und-Paul-Kirche, römisch-katholisch (erbaut 1882 bis 1884)
- Reformierte Kirche (erbaut 1899 bis 1914)

## Verkehr
Durch Mérk verläuft die Hauptstraße 471. Täglich verkehren Busse nach Mátészalka und Nyíregyháza. Der nächste Bahnhof befindet sich in Tiborszállás.

## Persönlichkeiten
- János Bárd (*  1908 in Mérk; † 1982 in Kalocsa), römisch-katholischer Bischof

## Bilder

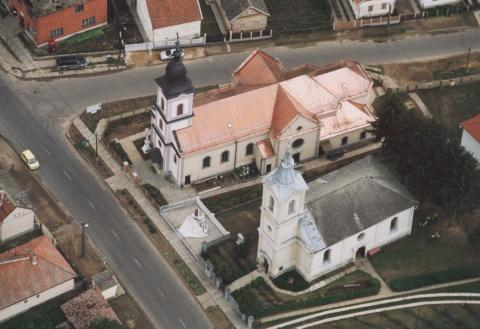
Sankt-Peter-und-Paul-Kirche (links) und Reformierte Kirche.